# Jakub Nizioł
Jakub Nizioł (ur. 8 maja 1996 we Wrocławiu) – polski koszykarz występujący na pozycjach rzucającego obrońcy lub niskiego skrzydłowego, obecnie zawodnik Śląska Wrocław.
3 czerwca 2020 został zawodnikiem Enea Astorii Bydgoszcz. 20 czerwca 2022 dołączył do Śląska Wrocław.
Jego ojciec Piotr również był koszykarzem.

## Osiągnięcia
Stan na 23 kwietnia 2024, na podstawie, o ile nie zaznaczono inaczej.

### Drużynowe
Seniorskie
- Wicemistrz Polski (2023)[6]
- Finalista Superpucharu Polski (2022)[7]
- Uczestnik rozgrywek:
  - FIBA Europe Cup (od 2019)
  - pucharu Polski (2013/2014, 2019/2020)

Młodzieżowe
- Wicemistrz Polski młodzików (2010)
- Brązowy medalista mistrzostw Polski kadetów (2012)

### Indywidualne
- MVP kolejki EBL/OBL (15 – 2021/2022, 18 – 2023/2024)[8][9]
- Najbardziej energetyczny zawodnik Energa Basket Ligi w sezonie 2021/22[10]
- Akcja sezonu Energa Basket Ligi (2022)[10]
- Zwycięzca konkursu rzutów za 3 punkty EBL (2023)[11]
- Uczestnik konkursu wsadów EBL (2020 – 2. miejsce[12], 2021 – 6. miejsce[13])
- Zaliczony do I składu:
  - kolejki EBL/OBL (5 – 2020/2021[14], 11, 15 – 2021/2022[15][16], 1, 2, 3, 13 – 2022/2023[17][18][19][20], 3, 18, 28 – 2023/2024[21][22][23])
  - mistrzostw Polski kadetów (2012)

### Reprezentacja
Młodzieżowe
- Wicemistrz Europy U–18 dywizji B (2013)
- Uczestnik mistrzostw Europy:
  - U–20:
    - 2015 – 14. miejsce
    - dywizji B (2016 – 6. miejsce)

  - U–18 (2014 – 16. miejsce)
  - U–16 (2012 – 6. miejsce)